# Frank Schell
Pour les articles homonymes, voir Schell.
Frank Schell, né le 22 octobre 1884 à Harrisburg et mort le 5 décembre 1959 à New Rochelle, est un rameur d'aviron américain.

## Biographie
Frank Schell remporte la médaille d'or de huit aux Jeux olympiques d'été de 1904 à Saint-Louis. 